# Kandírozás

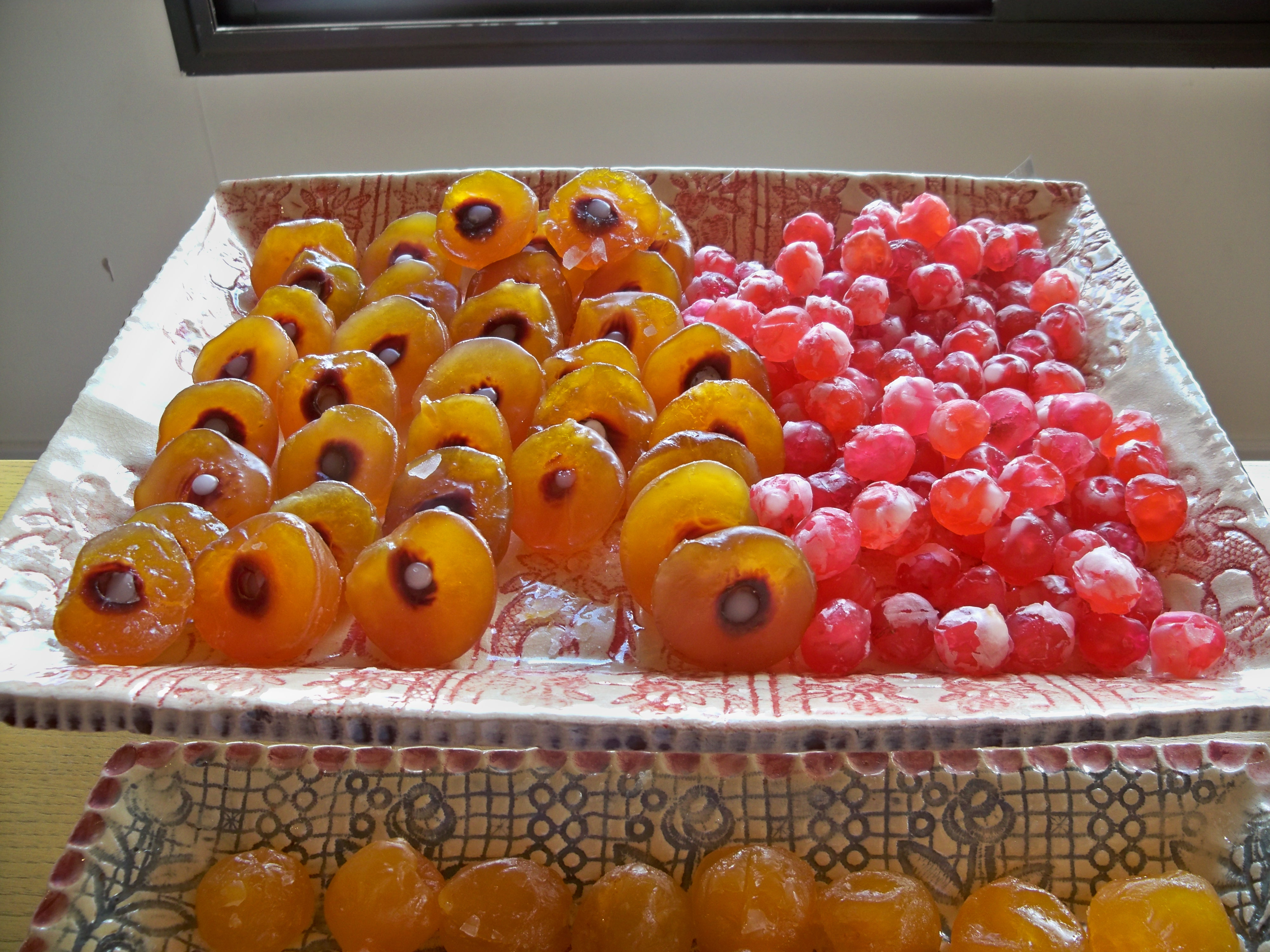
Kandírozott sárgabarack és cseresznye

A kandírozás gyümölcsök cukoroldattal telítése. Megfelelő előkészítés után nemcsak gyümölcsöket, hanem ehető virágokat, gyökereket és egyes zöldségféléket – sőt, a citrusfélék héját is tartósíthatjuk így.

## Fajtái
A kandírozáshoz azokat az érett, de még kemény növényi részeket használhatjuk, amelyeknek erős aromájuk van. A túlérett vagy ütődött gyümölcs erre nem alkalmas.
A legkedveltebbek:
- alma,
- ananász,
- banán,
- birsalma,
- citrusfélék,
- cseresznye,
- körte,
- meggy,
- narancshéj,
- sárgabarack,
- szilva,
- szőlő…
- cékla,
- gyömbér,
- sárgarépa,
- sütőtök…

A gyümölcsöket mossák, majd szárítják. A nagyobbakat (ananász, alma, barack, citrusfélék stb) meghámozzák és darabolják. A kisebbeket, (cseresznye, meggy, szőlő stb.) megszurkálják. Egyesek a tulajdonképpeni kandírozás előtt a növényi részeket 3–5 percre felfőzik.
A művelethez szirupot főznek egy kilogramm gyümölcsre fél kg cukrot számolva. Ehhez kb. 1,2 l vízhez célszerű egy kilogramm cukrot adni, majd (kb. 105 °C-on) addig főzni, amíg kellőképp be nem sűrűsödik (házi főzésnél ez az az állapot, amikor a szirup már „szálat húz” (az ember két ujja vagy például az edény és a belemerített kanál között).

### Hagyományos kandírozás
A gyümölcsöket egy napig hagyják a szirupban állni, majd a szirupot leszűrik, visszapótolják az induló mennyiségre némi cukorral és nagyon kevés vízzel, újraforralják, a forró szirupot ismét a gyümölcsre öntik és újabb napig állni hagyják. A műveletet többször megismétlik, majd az utolsó adaggal felfőzik a gyümölcsöket, és ez után a forralás után 3-4 napig pihentetik. Utána lecsöpögtetik és meleg helyen, lehetőleg rácson elterítve megszárítják.

### Gyors kandírozás
Ehhez a gyümölcsöket célszerű kisebb és legfeljebb 1 cm vastag  csíkokra, lapokra vágni. A felszeletelt gyümölcsöket szirupban forraljuk addig, amíg a gyümölcs enyhén átlátszó-opálos lesz. Az egyes gyümölcsféléket az eltérő időigény miatt célszerű külön főzni; ilyenkor az ízek se keverednek. A kész gyümölcsöt cukorba forgatjuk, és sütőpapírral bélelt tepsire terítve legalább egy napig szárítjuk. Ez tovább gyorsítható, ha sütőbe tesszük, ott 40–50 fokon 1–2 óra alatt kiszárad.
Az így kandírozott termékek kevésbé tartósak; gyorsan fel kell őket használni.

### Virágok, virágszirmok kandírozása
Az ehető virágokat (ibolya, rózsa, árvácska) és leveleket (menta, citromfű) nem sziruppal, hanem enyhén felvert tojásfehérjével kandírozzák. Apró ecsettel nagyon vékony réteg fehérjét kennek a levelekre (vagy szirmokra), majd aprószemű cukorba forgatják és zsírpapírral bélelt tálcán szárítják őket. Nem szabad hűtőben tárolni őket, mert elszíneződnek. Leginkább légmentesen lezárt edényekben állnak el; akár fél évig is. Főleg díszítésre kiválóak, de fagylaltokat, lekvárokat, salátákat, süteményeket, zseléket is ízesítenek vagy díszítenek velük.
Jól kandírozható virágok, virágszirmok, levelek:
- angyalgyökér,
- árvácska,
- begónia,
- bergamott,
- borágó,
- búzavirág,
- büdöske,
- citromvirág,
- fátyolvirág,
- frézia,
- fukszia,
- golgotavirág,
- gyümölcsfák virágai,
- hibiszkusz,
- ibolya,
- illatos geránium,
- izsóp,
- jázmin,
- kamilla,
- kankalin,
- kardvirág,
- körömvirág,
- krizantém,
- lonc,
- mályvarózsa,
- muskotályzsálya,
- napraforgó,
- orgona,
- pitypang (gyermekláncfű),
- rózsa,
- sarkantyúka,
- sásliliom,
- snidling,
- szegfű,
- tulipán,
- zsálya stb.

A citrushéjakat célszerű a tulajdonképpeni kandírozás előtt három napig hideg vízbe tenni. Előtte a narancs- stb.-héjakból a fehér belső réteget lehetőleg minél alaposabban ki kell kaparni. A vizet rendszeresen cserélni kell, hogy a kesernyés ízük kiázzon. Ezután elegendő őket némi cukorral alaposan felfőzni, majd kristálycukorba hempergetni és megszárítani.

## A termékek felhasználása
A kész kandírozott gyümölcs akár zárt üvegekben is eltartható. Rágcsálnivalónak is kitűnő, de munkaigénye, cukortartalma és ára miatt főleg díszítésre, ízesítésre használják.
Használhatjuk süteményekbe (gyümölcskenyér, panettone, szicíliai túrótorta). Apróra vágva tehetjük krémekbe. Csokoládéba mártva gyorsan különösen fogy. A citrushéjakat előszeretettel használják gyümölcskenyerek adalékának.

## Ipari műveletek
Az élelmiszeripar hasonló eljárással növeli a gyümölcs cukortartalmát; ez a húzatás.